# Epitranus gauldi
Epitranus gauldi är en stekelart som beskrevs av Boucek 1982. Epitranus gauldi ingår i släktet Epitranus och familjen bredlårsteklar.
Artens utbredningsområde är Brunei. Inga underarter finns listade i Catalogue of Life.